# Pipriac
Pipriac é uma comuna francesa na região administrativa da Bretanha, no departamento Ille-et-Vilaine. Estende-se por uma área de 48,63 km². Em 2010 a comuna tinha 3 854 habitantes (densidade: 79,3 hab./km²).